# Amritsar

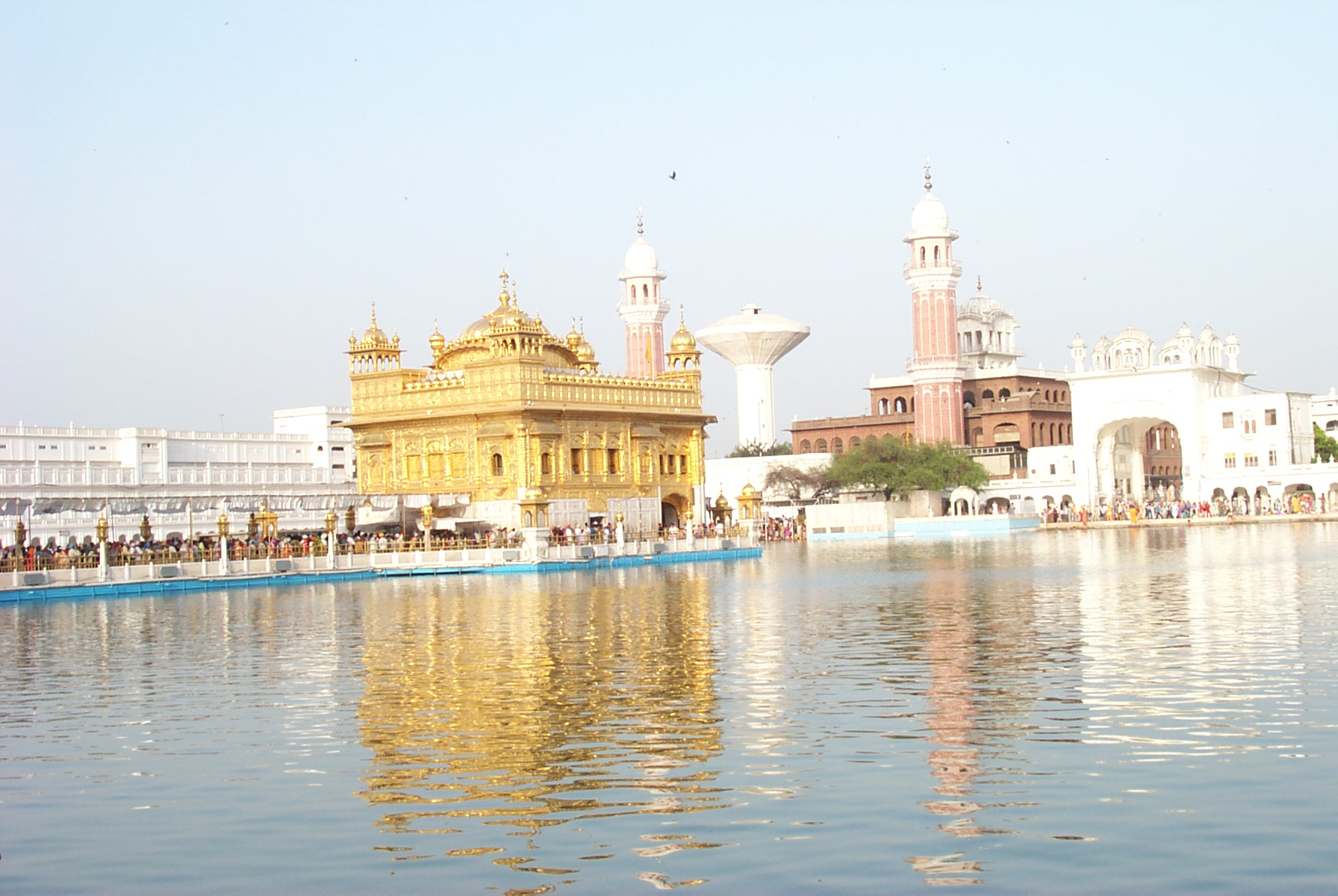
Harimandir Sahib

Amritsar (en panjabi: ਅੰਮ੍ਰਿਤਸਰ) (en català: "Llac del Nèctar Sagrat") és una ciutat de l'Índia, capital del districte d'Amritsar a l'estat del Panjab a mig camí entre els rius Beds i Ravi. Té una població segons el cens del 2001 d'un milió i mig d'habitants. El nom derivaria de Amŗit-Saagar (L'oceà del nèctar de la immortalitat). El seu monument més destacat és el Harmandir Sahib, més conegut com a Temple Daurat, centre cultural i espiritual dels sikhs. Disposa d'un aeroport internacional: el Raja Sansi darrerament reanomenat Guru Ramdas.

## Economia
El turisme, la fabricació d'estores, la producció agrícola, la fabricació d'objectes d'ús diari i l'electrònica són les principals activitats.

## Història
La ciutat fou fundada per Guru Ram Das el 1574 en una terra que havia comprat als propietaris del poblet de Tung, que ja havia construït un edifici religiós (el Santokhsar Sarovar), no gaire lluny, a la vila de Sultanwind, cinc o deu anys abans. La construcció de la ciutat es va acabar el 1588 però Guru Ram Das va construir la seva casa des del primer moment i s'hi va establir; en aquest temps era conegut encara com a Guru Da Chakk (després fou Guru Chakk Ram Das). La ciutat va prendre el nom del temple. La construcció, segons una inscripció, es va acabar el 3 de gener de 1588. El 1590 Guru Arjan Dev es va traslladar a la vila de Wadali on va néixer Guru Hargobind el 19 de juny de 1590.
El 13 d'abril de 1634 els mogols van atacar Guru Hargobind a Amritsar i del 1635 a 1698, Amritsar va estar en mans d'una família descendent de Pirthi Chand. L'abril de 1698 Bhai Mani Singh fou nomenat encarregat de les capelles d'Amritsar. Els mogols van intentar ocupar Amritsar diverses vegades; el governador de Patti la va atacar l'abril de 1709 però fou rebutjat i els sikhs es van apoderar de diverses zones del Panjab. Bhai Mani Singh va abandonar Amritsar per evitar els atacs mogols. El 30 de desembre de 1711, Bahadur Shah I va concedir a Ajit Singh Palit la ciutat d'Amritsar per enfrontar-lo a Baba Banda Singh Bahadur. Mort Bahadur Shah I, Ajit Singh Palit va tornar a Delhi i el 1721, Bhai Mani Singh va retornar a Amritsar i va reprendre el culte. L'abril de 1734 Bhai Mani Singh fou arrestat i executat a Lahore el 24 de juny de 1734. El Darbar Sahib fou damnat per Massa Ranghar, un oficial, el 1740 i fou assassinat per aquesta causa l'11 d'agost de 1740. El 1757 l'exèrcit d'Ahmad Shah Abdali (Durrani) van demolir el Darbar Sahib i el Akal Takht. Baba Deep Singh va dirigir milers de sikhs contra els afganesos i es va lliurar la batalla l'11 de novembre de 1757 en què Baba i milers de sikhs van morir. El Darbar Sahib fou altre cop demolit pels afganesos el 1761 o 1762, i encara per tercera vegada l'1 de desembre de 1764. El 1765, quan els sikhs van assolir la independència, es va començar la reconstrucció que estava força avançada el 1776.
El 1765 la ciutat va quedar en poder de diversos prínceps sikhs fins que el control va quedar en mans del príncep sikh Sardar Hari Singh de Bhangi però l'administració religiosa era feta per un consell conjunt representatiu de tots els caps i progressivament el poder de la Sarbat Khalsa ("Tota la Comunitat Sikh") es va imposar sota la nominal sobirania de Bhangi. Ranjit Singh (1780-1829) príncep de Sukarchakia, va unificar el Panjab en un únic estat sikh: va ocupar Lahore el 1799 i va adoptar el títol de maharajà el 1801; el 1805 va imposar el seu domini a Amritsar, hi va construir la fortalesa de Govindgarh (al nord-oest, el 1809), i en els següents anys va esdevenir la seva segona capital. El 1846 els britànics es van establir a Lahore i Amritsar va començar a rebre visites d'anglesos que, per ordre del resident britànic, van haver d'observar el protocol sikh en els llocs de culte.
La municipalitat es va establir el 1858. El 1881 tenia 151.896 habitants. L'electricitat hi va arribar el 1913, i el 1915 fou declarada ciutat santa pels britànics (va romandre en vigència fins al 1947). El 13 d'abril de 1919 el general Reginald Dyer va obrir foc contra el poble a Jallianwala Bagh, prop de la Darbar Sahib, i va matar 379 persones i ferir a 1200. El 1947 els musulmans van demanar Amritsar que tenia la meitat de la població musulmana i era a 50 km de Lahore fos del Pakistan, però finalment va quedar en poder de l'Índia, que per la seva banda reclamava Lahore on hindús i sikhs formaven prop del 50%. Seriosos disturbis es van produir a la ciutat i els musulmans la van abandonar igual que van fer sikhs i hindús amb Lahore.
L'Akal Takht fou damnat altre cop durant les operacions del govern indi en juny de 1984 contra els nacionalistes sikhs dirigits per Jarnail Singh Bhindranwale, cap del Damdami Taksal. Fou restaurat pel govern el setembre de 1984 però els sikhs van eliminar el que havien fet els indis i van fer les reparacions ells mateixos. La ciutat té avui dia un 73% de la població hindú i un 23% sikhs. La llengua més habitual a la ciutat és el panjabi.

## Galeria d'Amritsar

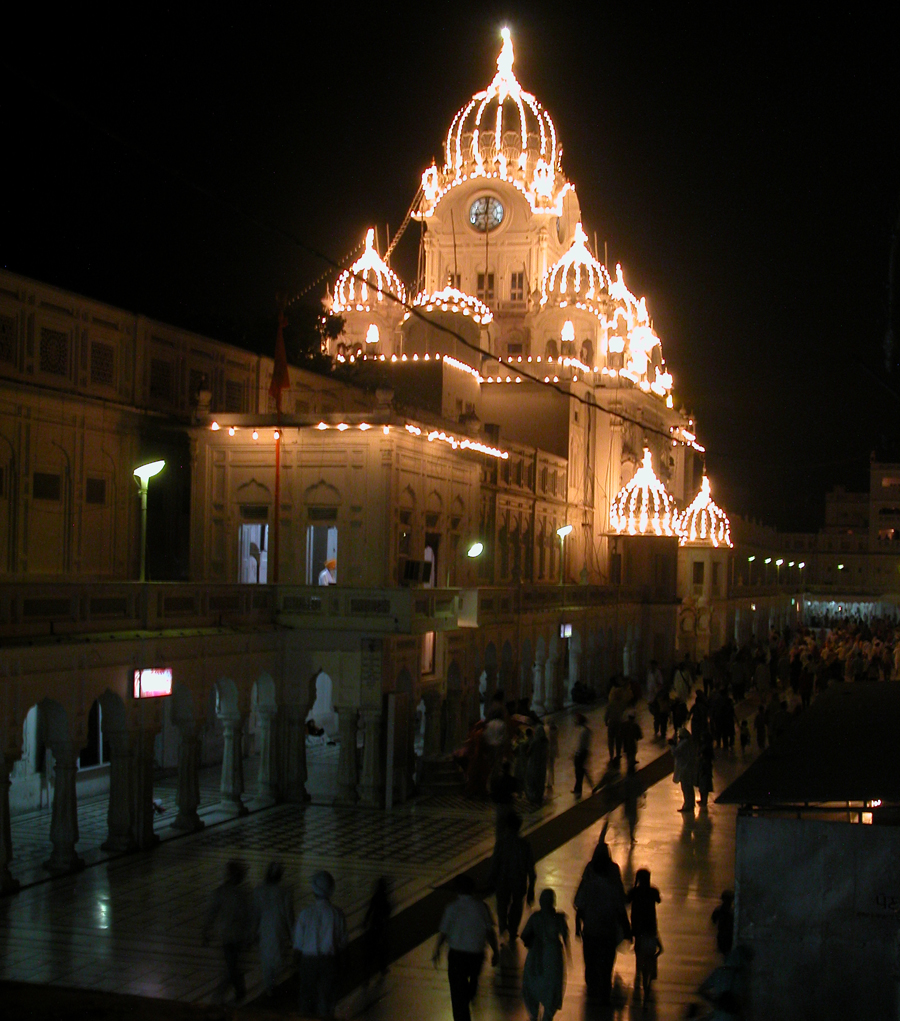
Harimandir Sahib
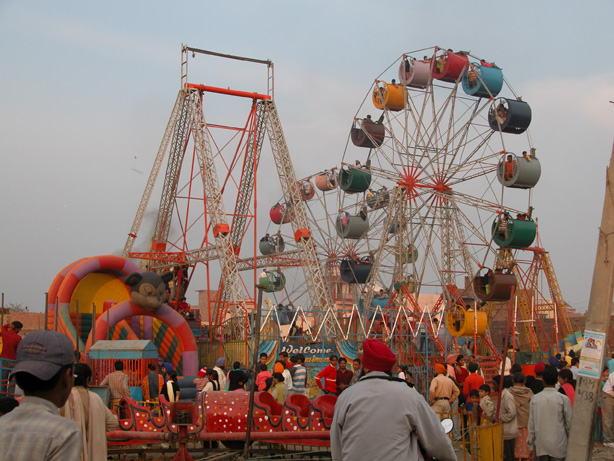
Kothe Da Mela a Vallah Amritsar
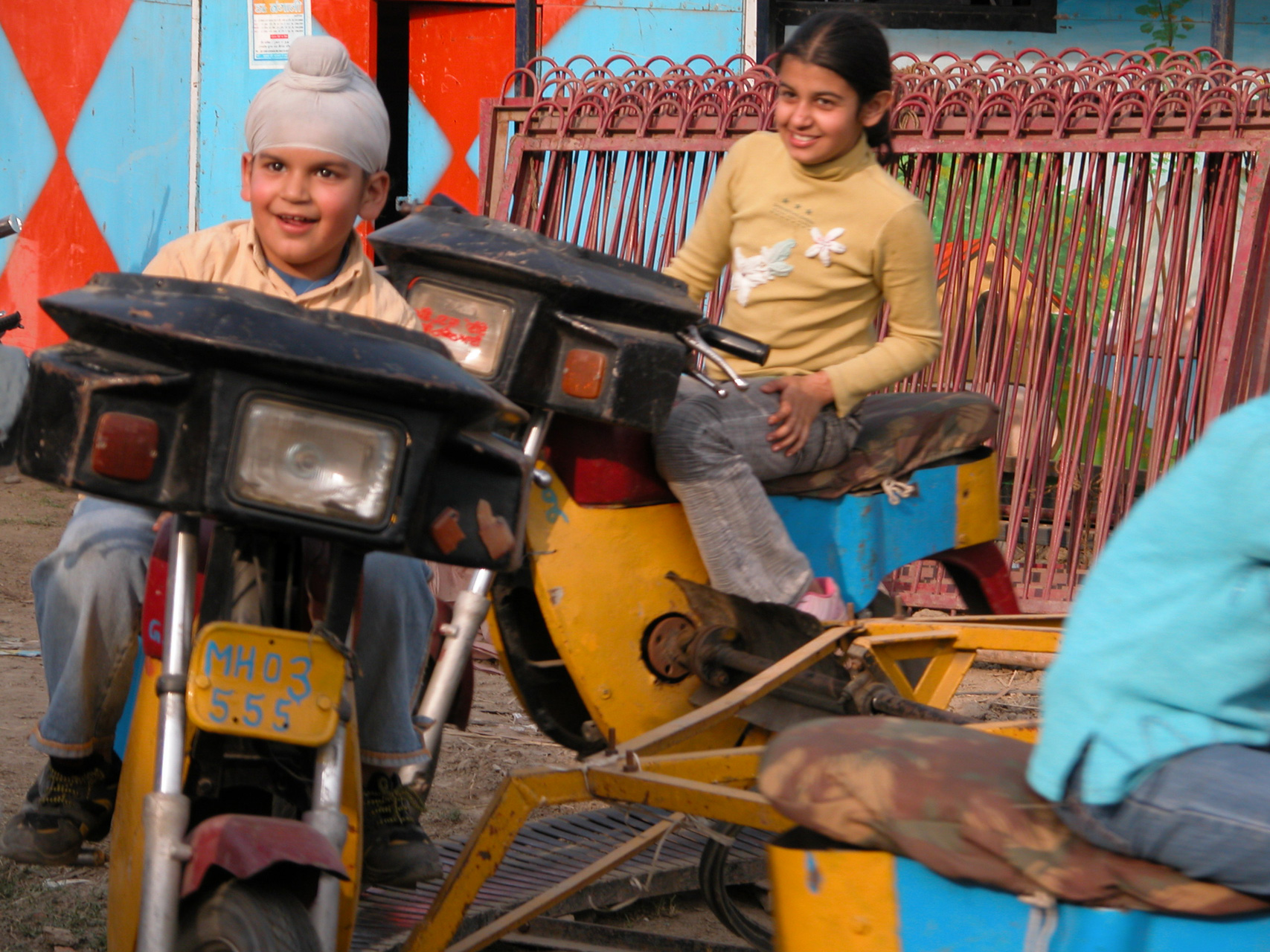
Kothe Da Mela a Vallah Amritsar

## Edificis religiosos

### Sikhs
- Harmandir Sahib, (Temple Daurat)
- Dhan Dhan Khalsa
- Gurdwara Manji Sahib, Devan Asthan
- Gurdwara Baba Atal Sahib
- Gurdwara Atari Sahib
- Gurdwara Patshahi Shevi Dand
- Gurdwara Shaheed Ganj Sahib Ji (Dhan Dhan Baba Deep Singh Ji)
- Gurdwara Ramsar Sahib
- Gurdwara Baba Deep Singh
- Gurdwara Bebaaksar Sahib
- Gurdwara Janam Asthan Shri Guru Hargobind Sahib
- Gurdwara Janam Asthan Shri Guru Amar Das Sahib
- Gurdwara Darbar Sahib, 25 km al sud d'Amritsar)
- Gurdwara Baba Budha Sahib Janam Asthan
- Gurdwara Guru da Bagh, Kokawali
- Gurdwara Bowli Sahib, Goindwal Sahib
- Gurdwara Bir Baba Budha, Thattah-Chabhal
- Gurdwara Darbar Sahib, Khadur Sahib
- Gurdwara Chheharta Sahib, Guru Hargobind Ji
- Gurdwara Baba Bakala
- Gurdwara Beed Baba Buddha Sahib
- Gurdwara Kaulsar Sahib
- Gurdwara Tala Sahib
- Gurdwara Bhai Manjh Sahib Ji
- Gurdwara Pau Wind Sahib Ji (Dhan Dhan Baba Deep Singh Ji)
- Gurdwara Guru Ki Wadali
- Gurdwara Chola Sahib
- Gurdwara Gurdwara Guru Ki Kothri
- Gurdwara Gurusar Satlani Sahib
- Gurdwara Pipli Sahib
- Gurdwara Dera Sahib
- Gurdwara San Sahib
- Gurdwara Baba Adali Sahib
- Gurdwara Jassa Singh Ahluvalia
- Gurdwara Santokhsar Sahib
- Gurdwara Shaheed Ganj Baba Gurbaksh Singh
- Gurdwara Sardar Natha Singh Shaheed

### Hindús
- Durgiana Temple o Sitla Mandir
- Kali Mata Mandir
- Mata Lal Devi Mandir
- Bijali pehlwan ka Hanuman Mandir
- Purshotam Das Mandir
- Gopal Mandir
- Ramtirth